# Bracònids
|  | No s'ha de confondre amb Bracòdids. |

Morfologia alar de Ichneumonidae

Morfologia alar de Braconidae

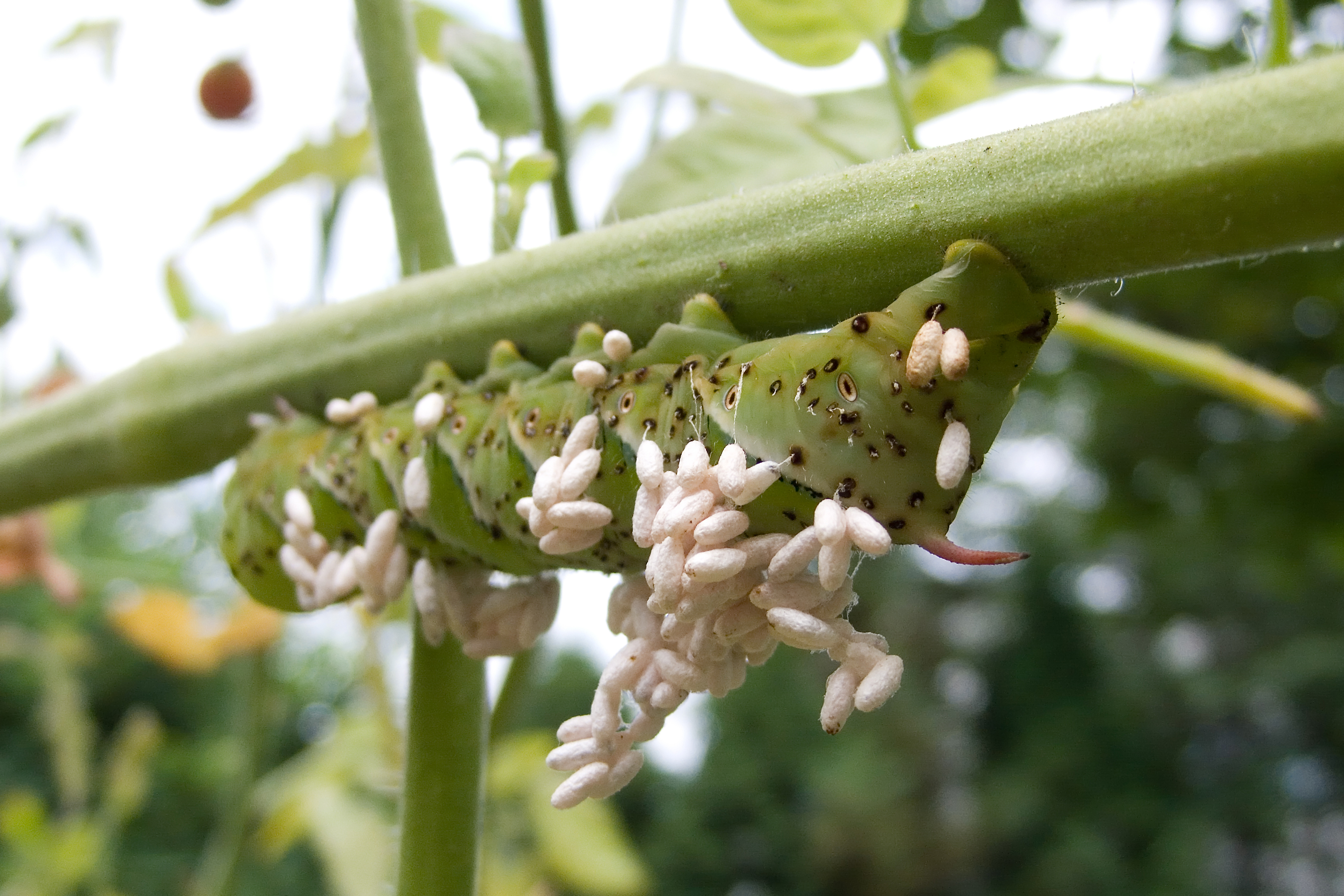
Eruga del tomàquet Manduca quinquemaculata parasititzada per larves de Braconidae.

Els bracònids (Braconidae) són una gran família d'himenòpters apòcrits, amb 19.205 espècies a tot el món. Són majoritàriament parasitoides de larves d'altres insectes, contribuint al control de les seves poblacions.

## Morfologia
La variació morfològica entre bracònids és notable. Sovint són de color marró negre (de vegades amb marques vermelloses), encara que algunes espècies presenten una coloració i patrons sorprenents, sent part dels complexos de mimetisme de Müller. Tenen una o cap vena recurrent, a diferència dels membres de la família dels icneumònids, la més propera i semblant als bracònids, que solen tenir-ne dues. Els patrons de venació de les ales semblen divergir a l'atzar. Les antenes tenen 16 segments o més; els trocànters posteriors tenen dos segments.
Les femelles sovint tenen ovipositors llargs, un òrgan que varia en gran manera entre espècies. Aquesta variació està estretament relacionada amb l'espècie hoste sobre la qual la vespa diposita el seu ou. Les espècies que parasiten els microlepidòpters, per exemple, tenen ovipositors més llargs, presumiblement per arribar a l'eruga a través de capes de teixit vegetal. Algunes també tenen ovipositors llargs per evitar els mecanismes de defensa de les erugues, com ara espines o pèls, o per arribar a les larves de coleòpters profundament enterrades als troncs dels arbres.

## Parasitisme

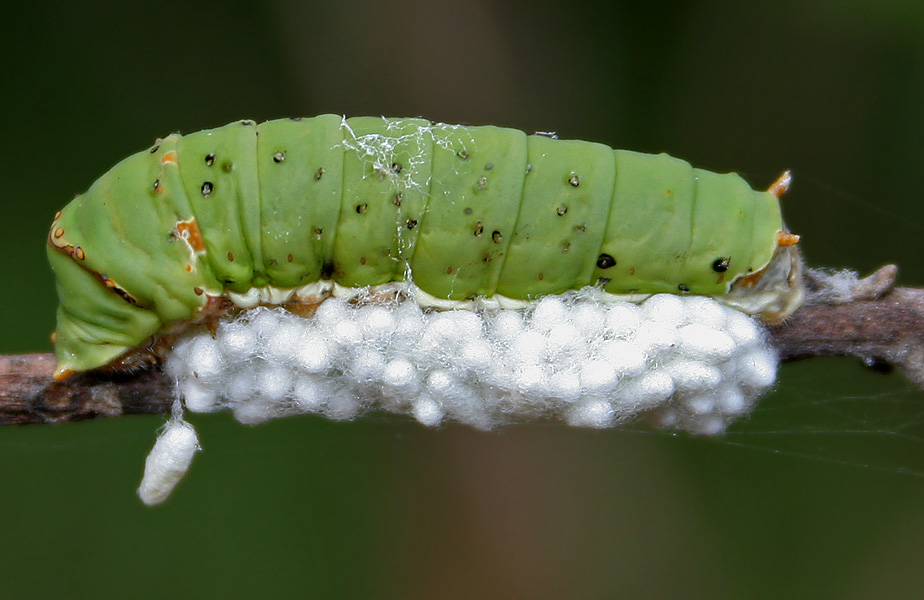
Apanteles parasita l'eruga de Papilio demoleus

La majoria dels bracònids són parasitoides primaris tan externs com interns d'altres insectes dels ordres Coleoptera, Diptera, i Lepidoptera, i també d'hemimetàbols com àfids, Heteroptera o Embiidina.
El seu parasitisme es fa normalment sobre les larves però en alguns casos es fa sobre insectes adults. Els membres de dues de les subfamíles (Mesostoinae i Doryctinae) formen agalles en les plantes.

## Evolució
Sembla que aquesta família data del principi del Cretaci (Eobracon s'assigna a aquesta família). Es va diversificar molt durant el Cretaci mig o tardà fins al principi del Cenozoic, correlacionat amb la radiació de les plantes amb flors i els seus herbívors associats.

## Classificació
Conté uns 1.000 gèneres, entre els quals destaquen Ademon, Aphanta, Asobara, Braconhebetor, Cenocoelius, Chaenusa, Chorebidea, Chorebidella, Chorebus, Cotesia, Dacnusa, Microgaster, Opius, Parapanteles, Phaenocarpa, Psenobolus, repartits en 45 subfamílies:
- Adeliinae
- Agathidinae
- Alysiinae
- Amicrocentrinae
- Aphidiinae
- Apozyginae
- Betylobraconinae
- Blacinae
- Braconinae

- Cardiochilinae
- Cenocoeliinae
- Cheloninae
- Dirrhopinae
- Doryctinae
- Ecnomiinae
- Euphorinae
- Exothecinae
- Gnamptodontinae

- Helconinae
- Histeromerinae
- Homolobinae
- Hormiinae
- Ichneutinae
- Khoikhoiiinae
- Macrocentrinae
- Masoninae
- Mendesellinae

- Mesostoinae
- Meteorideinae
- Meteorinae
- Microgastrinae
- Microtypinae
- Miracinae
- Neoneurinae
- Opiinae
- Orgilinae

- Pselaphaninae
- Rhyssalinae
- Rogadinae
- Sigalphinae
- Telengaiinae
- Trachypetinae
- Vaepellinae
- Xiphozelinae
- Ypsistocerinae